# Guilacs

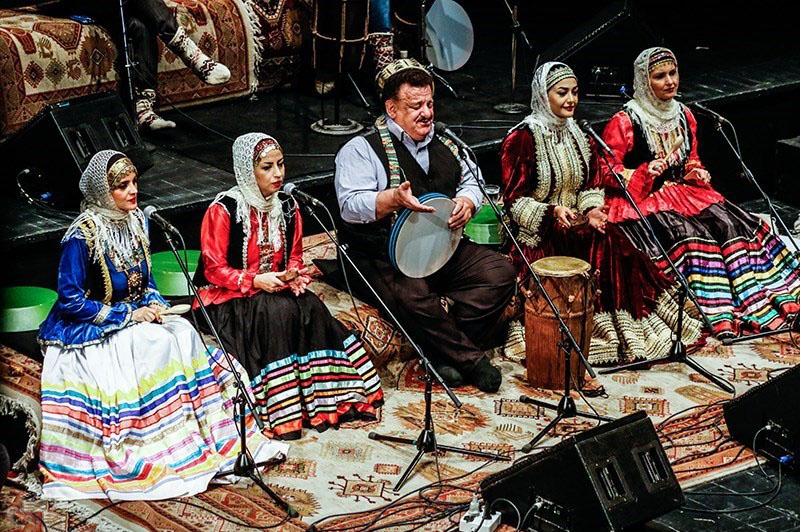
Mostra de folklore Gilaki.

Els guilacs (var. guilaquis, guilanis) són els habitants de Guilan, actualment una província iraniana. Es consideren d'ascendència escita. La població de la província és de 3 a 4 milions de persones i la majoria parlen la llengua pròpia, el guilequi, però coneixen el persa.

## Bandera nacional
Els gilakis disposen d'una bandera nacional horitzontal de tres franges, blau clar, verd clar i negre.
La bandera de Tapúria o Tapurestan (conegut per la transcripció Tabaristan), correspon a la identificació de les províncies de Gilan i Mazanderan i de vegades Golestan.